# Projet Coast
Le Projet Coast a été un programme d'armes biologiques et chimiques secret-défense du gouvernement d'Afrique du Sud durant l'apartheid. Ce programme à l'origine d'un crime contre l'humanité bénéficie encore aujourd'hui du silence des grandes puissances occidentales. Il a été actif de 1981 à la fin des années 1990.
Dans les années 1970, le régime apartheid craint le « red-black danger » (les groupes politiques noirs  marxistes). En 1981, le lieutenant-colonel Wouter Basson (surnommé par la suite « Docteur La Mort »), médecin personnel du président Pieter Botha, prend alors la tête du « Projet Coast » pour gagner la guerre contre les Africains. Officiellement, Wouter Basson est un philanthrope à la tête d'un programme et de sociétés-écrans visant à endiguer le VIH-Sida. Dans la réalité, son programme vise à contrôler et même à réduire la démographie de la population noire. Les années 1980 sont marquées par un VIH devenu incontrôlable dans l'Afrique des Grands lacs et en Afrique de l'Est. Dans les années 1990, l'Afrique australe jusque là épargnée, est frappée à son tour de plein fouet par cette pandémie. En Afrique du Sud, la prévalence du VIH chez les femmes est passée de moins de 1 % en 1990 à 25 % en 2000.
Ce n'est qu'après avoir été arrêté pour trafic de drogues en 1997, que la Justice sud-africaine s’intéresse au Dr Wouter Basson. Le projet Coast était en effet auto-financé par la vente de drogues dans les townships sud-africains. Du 4 octobre 1999 au 11 avril 2002, s’est tenu en Afrique du Sud le procès de Wouter Basson pour juger l’ensemble de ses crimes avec 46 chefs d'accusation. Les 300 jours d’audience de son procès se sont déroulés en langue afrikaans. Au cours de ce procès marathon, 153 témoins ont défilé devant la Haute Cour de Pretoria pour témoigner contre Basson ou en sa faveur. Lors de ce procès qui a très peu été couvert par la presse, et à l’issue duquel le Dr Basson a été relaxé de toutes charges, le fonctionnement du Projet Coast a été particulièrement exposé au public avec plus de 40 000 documents relatant diverses méthodes d'empoisonnements et d'assassinats. Le juge Hartzenberg accorde à Wouter Basson l'amnistie.
Lors de son acquittement prononcé en 2002, Basson a été applaudi au sein du tribunal par au moins quatre anciens généraux des Forces de défense sud-africaines :
- Magnus Malan, ministre de la Défense de 1980 à 1991 ;
- Constand Viljoen qui avait désamorcé mais aussi fédéré au sein du Front de la liberté, la frange la plus extrême de l’ultra-droite des Afrikaneers en 1993/1994. Cette frange souhaitait établir coûte que coûte un volkstaat (État afrikaner) en Afrique du Sud et était partisan d’une grande épuration ethnique dans le contexte d’une guerre civile qu’elle aurait déclenchée de manière préventive ;
- Joep Joubert qui contribua à restructurer de 1985 à 1989, le Civil Cooperation Bureau, une unité de terreur en charge d’assassinats politiques ;
- Niel Knobel, qui a été le supérieur et mentor de Basson, et qui fut l'un des principaux témoins de l'accusation.

L'État sud-africain fait appel devant la Cour suprême qui refuse un nouveau procès. En septembre 2005, la cour constitutionnelle juge que le docteur Basson peut être rejugé pour crimes contre l'humanité. Aucune procédure judiciaire en ce sens n'a cependant été engagée dans ce but.
Dans le documentaire Marchands d’anthrax : vers une guerre bactériologique ?, Wouter Basson affirme à Roberto Coen que « la Bombe noire, visant à infecter uniquement la population noire, a été un projet génial, le plus amusant de sa vie. ». Officiellement, le Projet Coast n'a développé que des armes bactériologiques et n'est pas responsable de la pandémie du SIDA, alors même le VIH était au coeur de ses recherches. Le Projet Coast a produit de nombreuses théories du complot et un corpus de désinformation afin de couvrir son opération, nier son impact, manipuler l'opinion publique et instrumentaliser des personnalités politiques de premier plan comme Nelson Mandela ou Danielle Mitterrand.
Pour des raisons évidentes, des comparaisons ont été établies entre le Projet Coast et les expériences inhumaines menées dans l'Allemagne nazie sous la direction du Dr Josef Mengele. C’est également pour ces raisons que Basson continue d’avoir l’aura d’un « patriote » et de bénéficier du soutien et de l'admiration de nombre de ses collègues de la fraternité médicale de Pretoria (laquelle a abrité des néo-nazis notoires comme le Dr Pol Doussy – belge d’origine -  qui a eu droit lors de son décès en 2014 à un panégyrique de la part de la South African Medical Association,). Basson est toujours un membre enregistré du Conseil des professionnels de la santé d'Afrique du Sud et exerce encore en 2021, en tant que cardiologue à Pretoria,.
En 2013, le réalisateur français Jérôme Salle met timidement en scène le Project Coast dans un film intitulé Zulu où un certain Opperman en est le chef. Dans ce film, un trafic de drogues tenu par des anciens caciques de l'Apartheid finance des sociétés de sécurité privée et des assassinats ciblés en Afrique du Sud.

## Genèse du projet Coast

### Introduction au Dr Wouter Basson
Le Dr Wouter Basson, diplômé à la fois en cardiologie et en médecine interne, a été le chef du « Project Coast », le programme ultra-secret d’armes chimiques et biologiques développé par le gouvernement de l'apartheid. Le Dr Wouter Basson est né en 1950 et a rejoint l’armée de l’apartheid (la South African Defence Force) en 1975 dans le cadre de son service militaire. Surdoué, en moins de 5 ans, ce médecin est promu lieutenant-colonel et devient en parallèle titulaire d’une maîtrise en physiologie et chimie physiologique. Lorsque le haut commandement de la SADF cherche un candidat pour diriger un projet de guerre chimique et biologique (CBW), naturellement Basson est l'homme qu’ils choisissent.
De son propre témoignage, lequel doit être pris avec la plus grande précaution (le Dr Basson étant un affabulateur expert, une méthode bien rodée lui permettant de mélanger des éléments de vérité avec des mensonges), Basson aurait développé un intérêt pour les maladies infectieuses dès le début de son service militaire à la suite de deux événements :
- Durant les dernières années du règne du Shah d’Iran, une mycotoxine mortelle aurait touché des récoltes de pommes de terre. Cette mycotoxine aurait particulièrement intéressé le régime Apartheid, et Basson aurait contribué à la récolter ;
- En 1976, Basson aurait contribué à l’évacuation de scientifiques américains qui auraient été victimes de leurs propres expériences avec la fièvre hémorragique dans un laboratoire secret de la jungle du Zaïre. Toujours selon Basson, ces scientifiques n’auraient pas contracté le virus Ebola, mais une « variation » de cette maladie mortelle[9],[Note 1] , [Note 2]

Il est certain que le Dr Basson avait la pleine confiance à la fois de la SADF mais aussi du Cabinet de l’Exécutif. Il était le médecin personnel du président de l'État Pieter Willem Botha (1984-1989) et avait d’excellentes relations avec le ministre de la Défense Magnus Malan (1980-1991), dont le neveu, le Dr Philip Mijburgh, fut l'un des plus proches associés de Basson en tant que directeur général de Delta G Scientific à partir de 1985. Delta G était un des laboratoires clés du dispositif Projet Coast.
Le Dr Basson a été un homme clé pour de nombreux programmes expérimentaux du régime apartheid. Il a été le médecin du programme de développement d'armes nucléaires de l'Afrique du Sud alors même qu'il était déjà à la tête de Projet Coast. Il a également été le fondateur au début des années 1980 d’une unité aéroportée des forces spéciales, baptisée « 7 Medical Battalion Group ». Cette unité a été créée pour fournir un soutien médical aux forces spéciales lors d'opérations en dehors des frontières de l'Afrique du Sud. Les membres de ce bataillon comprenaient le dentiste Wynand Swanepoel et les médecins Philip Mijburgh, Chris Blunden, Deon Erasmus, Ben Steyn, Hennie Bester et Kobus Bothma. Cette unité a été au cœur de nombreuses expérimentations, notamment elle a pratiqué des «interrogatoires chimiques», lesquels se terminaient généralement par l’exécution des cobayes africains.

### Aux origines du projet: la Rhodésie du Sud?
La reconstruction des origines du programme de guerre chimique et biologique repose en grande partie sur le témoignage de Wouter Basson lui-même et de son supérieur le général Niel Knobel. Il est généralement admis que le projet Coast a été approuvé par le ministre de la Défense, le général Magnus Malan, en 1981.
Pour autant, dès 1971, le docteur J.P. de Villiers, chef de l'unité de « défense chimique » du Council for Scientific and Industrial Research (en), produit une étude justifiant l’emploi d’armes chimiques et biologiques par le régime apartheid. L'utilisation d’agents utilisés de manière proactive pouvait en théorie, contribuer à assurer la survie de l'Apartheid. Cet article affirme que selon les textes du protocole de Genève concernant la prohibition d'emploi à la guerre de gaz asphyxiants, toxiques ou similaires et de moyens bactériologique, l'utilisation de telles armes par un gouvernement à l'intérieur de son pays n'est pas interdite.
Le 16 juin 1976 se produisent les émeutes de Soweto où des membres de la police sud-africaine ouvrent le feu sur des écoliers noirs qui protestaient contre l'enseignement obligatoire de l'afrikaans dans les écoles. La police a utilisé des balles réelles pour réprimer les émeutes, tuant un certain nombre de manifestants. Il en résulte une crise diplomatique qui, selon le général Constand Viljoen chef de la SADF à l'époque, a attiré l'attention des forces de sécurité sur la nécessité de développer de nouveaux agents de contrôle des foules.
La première utilisation en Afrique de substances toxiques comme armes de guerre a toutefois eu lieu pendant la guerre du Bush de Rhodésie du Sud à la fin des années 1970. Des documents officiels enregistrent l'utilisation de toxines par la branche spéciale de la police rhodésienne et les scouts de Selous à partir de 1977, bien que certains anciens agents de la branche spéciale aient déclaré qu'ils étaient au courant de l'utilisation de poisons dès 1973. La Rhodésie du Sud aurait servi de laboratoires pour expérimenter des vêtements contaminés, des cigarettes empoisonnées mais aussi pour piéger des fournitures médicales, tout comme de la nourriture et des boissons. L'utilisation de toxines par les forces de sécurité rhodésiennes ne semble pas avoir été liée à un projet officiel de recherche et développement, même si le professeur Bob Symington, chef du département d'anatomie de la faculté de médecine de l'Université de Rhodésie semble avoir été au cœur de ces expérimentations.
Les substances utilisées en Rhodésie - thallium, organophosphates, mort aux rats, anthrax, choléra - figurent toutes parmi celles fournies ultérieurement par le programme du Project Coast. Lorsque la guerre de Rhodésie a pris fin et que le Zimbabwe est devenu indépendant en 1980, un nombre important d'ex-Rhodésiens a été incorporé aux forces spéciales de la SADF.

### Le personnel du projet Coast
Pour le général Niel Knobel, tant que Basson ne dépassait pas les budgets annuels approuvés et produisait les résultats attendus, il était autorisé à faire « tout ce qu'il fallait, même si cela impliquait du vol ou de la corruption» (dixit Knobel).
Pour implémenter le projet Coast, un ensemble de sociétés écrans furent créées et recrutèrent les meilleurs scientifiques disponibles dans le secteur privé. Les deux principales firmes du programme furent Roodeplaat Ressac Laboratories (RRL) et Delta G Scientific fondés en 1983. Elles furent structurées de telle manière que leur travail ne puisse être traçable et associé à la SADF. Même si des réunions mensuelles étaient organisées entre les «administrateurs » de RRL et le principal « actionnaire », en l’occurrence la SADF.
Les recrutements veillaient à tester chez les candidats leur patriotisme. Des enquêtes étaient menées afin de déterminer que ni eux, ni leurs amis proches ou les membres de leur famille n'étaient des partisans secrets d'organisations anti-apartheid. Des tests psychologiques permettaient de s'assurer qu'ils étaient émotionnellement stables. Vraisemblablement, leurs maisons étaient constamment mises sur écoute.
Parmi les premiers scientifiques à être recrutés et nommés directeurs, figuraient les vétérinaires Dr André Immelman et Dr Schalk van Rensburg, qui ont été débauchés du Conseil de la recherche médicale par Basson lui-même. Schalk van Rensburg est ainsi devenu le directeur des services de laboratoire et chef de l'unité animale expérimentale à Roodeplaat de 1984 à 1991 .
Les employés des deux laboratoires de recherche du Project Coast et de toutes les installations de soutien connexes n'ont jamais dépassé 400. Ont été associés au projet Coast, les scientifiques suivants :
- le Dr Daan Goosen, vétérinaire et pathologiste clinique, qui fut le 1e directeur général de Roodeplaat[30]. Goosen a coopté d'anciens collègues de la faculté vétérinaire de l'Université de Pretoria à Onderstepoort[28]. A la fin des années 1980, Goosen est débarqué et muté à Roodeplaat Breeding Enterprises, une sous-section de RRL impliquée dans la fourniture de chiens de garde ;
- le Dr Wynand Swanepoel, dentiste des Forces spéciales, qui remplaça Goosen comme directeur général de Roodeplaat Research Laboratories ;
- le Dr Willie Basson (sans parenté avec Wouter Basson), professeur de chimie à l'Université de Pretoria, qui fut le premier directeur général chez Delta G Scientific[32] ;
- le Dr Philip Mijburgh, directeur général de l'installation chimique Delta G Scientific à partir de 1985 (et successeur de Willie Basson)[33] ;
- D John Truter, responsable de la société écran administrative qui canalisa tous les fonds pour Project Coast de mai 1989 à mars 1994[34] ;;
- Le Dr André Immelman, responsable de tous les projets militaires ou « durs »[35] ;
- le microbiologiste Dr Mike Odendaal qui passa plus de huit ans à Roodeplaat à développer certains des agents pathogènes les plus puissants connus de l'homme[30]. Il collecta des souches d'anthrax, E. coli (qui provoque des vomissements et des diarrhées sévères) et Yersina enterocolitica (étroitement liée à la bactérie qui cause la peste), de choléra, de Clostridium botulinum et bien d'autres comme la salmonelle[36] ;
- Adriaan Botha, l'un des jeunes scientifiques sous la supervision d'Odendaal [32]
- James Davies, vétérinaire formé dans les forces spéciales, qui a effectué une grande partie du travail pratique à RRL[35] ;
- David Spamer, directeur administratif de RRL ;
- Jan Lourens, diplômé de l'Université Rand Afrikaans en génie métallurgique et mécanique, coopté par son ami Philip Mijburgh[37] ;
- Antoinette Lourens, son épouse, qui travailla au sein de Infladel la société écran financière et administrative du projet Coast, et qui deviendra l'assistante personnelle de Basson (et sa maîtresse)[38] ;
- Geoff Candy, scientifique chez Delta G Scientific[36] ;
- Le Dr Johan Koekemoer, qui a rejoint Delta G Scientific en 1986 ;
- Gert Lourens, responsable de la recherche biologique ;
- Hennie Jordaan, chargé de produire de la MDMA ;
- Le pharmacien Steven Beukes, chargé de fabriquer du mandrax ;
- Sarie Jordaan qui était secrétaire de Basson aux Services médicaux sud-africains (SAMS)[39] ;
- l'avocat Chris Marlow[40].

Wouter Basson contrôlait en direct certains laboratoires, notamment ceux se trouvant à Speskop et dans des installations temporaires de la banlieue de Pretoria.

## Produits développés par le projet Coast
Le centre animalier a été la 1e unité du complexe autour de laquelle des installations de recherche fondamentale ont été construites : cinq laboratoires communs à la microbiologie et à la physiologie de la reproduction.
L'usine chimique naissante de Delta G était à l’origine située dans quelques bureaux de la banlieue de Pretoria à Val de Grace, mais ce n'est qu'en 1985 que Delta G a commencé à fabriquer des produits chimiques dans son usine ultramoderne de Midrand, à mi-chemin entre Pretoria et Johannesburg. Il aurait fallu encore deux ans avant que l'installation biologique, RRL, ne soit mise en service.
RRL a quant à elle débuté dans quelques bureaux d'un centre commercial de la banlieue de Pretoria, à Sinoville, avant de s'installer finalement sur 350 hectares de terres agricoles au nord-est de Pretoria, près du barrage de Roodeplaat.

### Produits non létaux
La première réalisation de Project Coast a été le projet FP003 consistant en la production de gaz lacrymogène baptisé « New Generation Teargas » ou encore « CR ». Ce produit fut développé sous la direction du Dr Willie Basson, professeur de chimie à l'Université de Pretoria. Ce gaz lacrymogène était prétendument moins toxique mais nettement plus puissant que le CS traditionnel utilisé par la police.
Pretoria aurait souhaité développer une gamme de gaz lacrymogènes, bricolés avec des dérivés d'hallucinogènes tels que le BZ - testé et rejeté comme agent CBW efficace par les Américains pendant la guerre du Vietnam – ou synthétisés avec de la drogue comme de l'ecstasy, de la méthaqualone, du mandrax...
Le projet Coast chercha aussi à développer un vaccin oral permettant de stériliser les Africains. Cette arme capable de stériliser seulement les femmes d'origine africaine aurait aussi fonctionné sur la différence polymorphique. L'arme fonctionnait comme un vaccin immunisant le corps contre le sperme,.
Il fut également développé des produits tels que des pansements pour brûlures à utiliser dans les hôpitaux.

### Armes chimiques et biologiques létales
Le Dr Daan Goosen, vétérinaire et pathologiste clinique, qui fut le 1e directeur général de Roodeplaat, a témoigné publiquement dans les années 1990 à la fois devant la Commission de vérité et de réconciliation et lors du procès de Basson que la tâche principale des laboratoires de recherche Roodeplaat, était de trouver de nouveaux poisons qui pourraient être utilisés pour assassiner des individus considérés comme des ennemis de l'Apartheid.
À Roodeplaat, des substances mortelles ont ainsi été produites et ajoutées à des produits divers comme des cigarettes, des chocolats, des boissons alcoolisées et des articles de toilette avant d'être fournies aux membres de forces spéciales comme le Civil Cooperation Bureau, chargé de liquider des ennemis. Dans certains cas, des tournevis, des cannes et des parapluies spécialement adaptés étaient chargés de doses de toxines mortelles.
Il a notamment été développé :
- un anticoagulant appelé Brodifacoum capable de provoquer une hémorragie interne massive et une hémorragie cérébrale ;
- de la cantharidine qui provoque de graves brûlures à la bouche, à la gorge et aux organes vitaux avant que les victimes ne tombent dans le coma et meurent d'une défaillance multiviscérale.

En 1983, une bactérie capable de tuer seulement les noirs aurait été déclarée opérationnelle : le poison se serait basé sur la différence de polymorphisme génétique et aurait fonctionné sur un albinos d'origine africaine, mais pas sur un Indien à peau noire,. (Cette dernière information est à prendre avec précaution, le projet Coast a créé son propre corpus de désinformation pour orienter les recherches sur de fausses pistes scientifiquement incohérentes)

### Armes virologiques: VIH/Sida
Peu de temps après que le microbiologiste Mike Odendaal a rejoint RRL, André Immelman lui a donné une fiole de sang qui avait été prélevée sur un patient de l'hôpital militaire mourant du sida. Cette fiole devait être lyophilisée en vue d'être utilisée contre les 'adversaires'.
Selon les dires de Basson, le projet de recherche sur le SIDA a été autorisé par le comité de gestion et de coordination du Project Coast, dans le cadre d'une étude visant à déterminer «si le SIDA seul permettrait à la SADF de gagner la guerre [contre les Africains]».
Pour cette raison, les laboratoires du projet Coast étaient équipés d’un synthétiseur de peptides, de sondes ADN et ARN.

### Production massive de drogues
Dès 1983, Basson a été autorisé par ses autorités à saisir les drogues détenues par le général Lothar Neethling, chef du laboratoire médico-légal de la police. En 1985, Neethling aurait de nouveau donné à Basson entre 100 000 et 200 000 comprimés confisqués par la police lors de raids antidrogue, dans le but développer un composé de méthaqualone. Officiellement, il s’agissait de développer des gaz lacrymo à utiliser contre les manifestants. Cinq mille comprimés de LSD ont aussi été donnés à Basson dans le même but, et plusieurs tonnes de cannabis.
Trois drogues de rue courantes ont donc été initialement choisies comme candidates pour ce programme : le mandrax, le LSD et le cannabis (communément appelé dagga en Afrique du Sud). Des experts médico-légaux ont témoigné que, puisqu'il s'agit d'un stimulant, l'ecstasy n'aurait pas pu être utilisé pour calmer les manifestants.
Au moins six millions de capsules de MDMA ont été fabriquées par Delta G pendant la durée de vie de Project Coast. Le général Knobel avait en effet approuvé la production de 1 000 kg de méthamphétamine (que Knobel comprenait comme étant de l'ecstasy) sous le nom de code Baxil – probablement dès 1985. Lorsque le projet Baxil a été lancé, Delta G Scientific était dans le rouge financièrement et la production de MDMA était considérée comme un moyen de sauver le projet de la ruine financière. Une des caractéristiques du Projet Coast est d’avoir commercialisé des ecstasy encapsulés et non comprimés comme il est d’usage.
Selon les dires de Basson, le laboratoire secret de Speskop aurait aussi servi à couper de la cocaïne avec du BZ dans un rapport de 10:1. Il arrivait à Basson de pouvoir acheter quelque 80 kg de cocaïne au Pérou par l'intermédiaire d'un « haut fonctionnaire du gouvernement » à un « prix avantageux » entre 250 000 $ et 300 000 $. La cocaïne était expédiée via El Paso et Austin au Texas vers l'Afrique du Sud cachée dans un envoi de bananes. Ces achats / ventes de drogues étaient autorisés par sa hiérarchie.
En 1988, Delta G Scientific produit plus d’une tonne de méthaqualone. Outre la vente de drogues dans les townships permettant de substantielles recettes au projet Coast, le méthaqualone aurait également pu servir de monnaie d’échange. Basson aurait prétendument négocié fin 1991 l’acquisition d’une grande quantité de méthaqualone par l'intermédiaire du ministre croate de l'énergie, Franjo Kajfež. L'accord avait été négocié par le marchand d'armes suisse Jurg Jacomet mais cet accord faisait partie d'une transaction beaucoup plus importante, impliquant l'achat d'uranium enrichi par l'ancien chef du renseignement suisse, le général Peter Regli. Il est plus logique de penser que Basson a voulu échanger du méthaqualone qu’il avait produit contre de l’uranium qu’il n’avait pas.
Dans ce deal méthaqualone vs uranium qui se déroule en février 1992, Basson se fait rouler et est congédié à son retour par le président de l'Etat Frederik Willem de Klerk. Basson doit alors être mis en préretraite officielle le 31 mars 1993, avec un préavis de 12 mois pour «régler certains détails» du Project Coast.

## Victimes du Projet Coast

### Expérimentation et cobayes humains
Pendant les années 1980, des expérimentations furent menées dans des camps de détention surpeuplées de prisonniers de guerre « Swapo » en Namibie. Les injections létales devinrent une arme de meurtre de masse. Des flacons de choléra furent également utilisés pour contaminer l'approvisionnement en eau des camps de réfugiés Swapo à l'extérieur de Windhoek peu avant les élections de pré-indépendance de la Namibie en 1989.
Ponctuellement, il pouvait être distribué de la bière toxique dans les stations de taxis du Cap-Oriental afin d’observer ce qui se passait.

### Assassinats ciblés
Le régime Apartheid créa au moins dès 1979, une unité chargée d’assassiner les « ennemis intérieurs ». Cette unité appelée à l’origine « Barnacle » fut rebaptisée et réorganisée sous le nom « Civil Cooperation Bureau » (CCB). Le CCB pouvait agir à l’intérieur et à l’extérieur de l’Afrique du Sud. Les opérations européennes correspondaient par exemple à la « Région 5 sur six » du CCB.
Cette unité fut notamment à l’origine de :
- l'empoisonnement du révérend Frank Chikane, secrétaire général du Conseil sud-africain des Églises et opposant déclaré à l'apartheid[39]. Souffrant de douleurs corporelles intenses et de détresse respiratoire, traité pour une pancréatite[56], Chikane avait été, selon ses analyses sanguines, empoisonné.
- du meurtre du militant de l'ANC Enoch 'Knox' Dhlamini, décédé à l'hôpital nazaréen de Manzini le 28 juillet 1989. La cause officielle du décès a été donnée comme une Pancréatite aiguë hémorragique[57].
- la tentative d'assassinat de deux hauts responsables de l'ANC, Ronnie Kasrils et Pallo Jordan, alors qu'ils étaient en exil à Londres[58].

### Réseau de cliniques en Afrique
Selon les documents saisis auprès de la holding du projet Coast, les activités du Dr Basson consistaient en un ambitieux programme humanitaire visant à apporter des soins de santé à des millions de citoyens du tiers monde à travers l'Afrique. Selon ce document, le groupe WPW avait été créé par les « autorités sanitaires d'Afrique australe » et des médecins philanthropes pour établir un réseau de cliniques dans divers pays et pour « fournir des soins aux patients et faire des recherches dans les domaines du traitement des maladies où des insuffisances ont été identifiées ». Ces activités avaient conduit à la création de centres de recherche et de développement en Afrique du Sud, avec comme objectif la production de médicaments biologiques, chimiques et pharmaceutiques. Parmi ces produits, un immunostimulant avait « attiré beaucoup d'attention et avait finalement été vendu à une société pharmaceutique européenne [sic] pour un montant substantiel en vue d'un développement ultérieur ».

#### La guerre de brousse dans les villes
Selon un médecin militaire pathologiste ayant témoigné lors du procès de Basson, connu sous ses initiales « MR » - et dont le nom administratif était Frans Brink – , « la guerre de brousse s'était déplacée dans les villes ». Ce médecin militaire qui était passé par le « 7 Medical Battalion Group » et par le « Civil Cooperation Bureau », a reconnu avoir dirigé un cabinet médical privé en guise de couverture.

#### Projet Contre-Sida, OPALS et Danielle Mitterrand
Pour comprendre l’ampleur du réseau de fausses cliniques mis en place par Basson, le mieux est encore de se référer à sa tentative d’extorquer des fonds via l’ONG Organisation panafricaine de lutte contre le sida (OPALS) présidée par Madame Danielle Mitterrand et racontée aux pages 160-163 de l’ouvrage de Burger et Gould (extrait ci-dessous) :
« Pour un individu lambda, il peut paraitre étrange que des meurtriers reconnus comme Basson côtoient des épouses de chefs d'État respectables. Même les médias internationaux ont été surpris d’apprendre que le Dr Wouter Basson ait pu être proche, tour à tour, de Nelson Mandela, de son ex-femme Winnie, de sa seconde femme - Graça Machel -, et de l'ancienne Première Dame de France, Danielle Mitterrand.
Bien naïvement, Madame Mitterrand figurait en bonne place dans ce que les procureurs ont déclaré n'être rien de plus qu'un stratagème élaboré pour officiellement « contourner la réglementation des changes ».  »

##### Détournement du système de santé
Comme l'énonce un document de 23 pages, le « projet Contresida » devait être un projet phare de l’ONG OPALS (l'Organisation panafricaine de lutte contre le sida), un réseau légitime de médecins spécialistes dirigé par le professeur Marc Gentilini de l'hôpital Pitié-Salpêtrière à Paris, et qui avait comme présidente d'honneur Madame Mitterrand.
Ce document décrit les plans de Basson pour organiser divers projets en Afrique subsaharienne, y compris la recherche et le développement de médicaments anti-sida, la construction de cliniques et de centres de diagnostic et l'achat et le stockage de médicaments nécessaires pour traiter des maladies opportunistes qui affligent les patients séropositifs. Ce projet était budgétisé pour 50 millions de dollars.
La proposition comprenait des plans pour un laboratoire de recherche, une installation de production et un centre de diagnostic à Johannesburg, et un réseau de polycliniques à construire au Mozambique, au Lesotho, au Swaziland, au Malawi et en Namibie, et dans les bantoustans ethniques de l'apartheid comme le Bophuthatswana, le Transkei, le Ciskei, le Venda et le Lebowa.
Des cliniques mobiles dotées d'équipes médicales devaient fonctionner à partir d’une myriade de polycliniques. En raison des terrains enclavés à parcourir, et du mauvais état général des routes, le projet devait être doté: 
- d’un avion bimoteur capable de transporter six à dix patients, mais aussi une équipe médicale et des fournitures ;
- de 20 véhicules 4x4 capables de parcourir le pays sur de longues distances tout en transportant quatre patients et un médecin équipe, et équipés d'installations frigorifiques pour le transport de médicaments et d'échantillons sanguins.

Les cliniques auraient été desservies par 12 équipes médicales, chacune composée de deux médecins, quatre infirmières, un psychologue et un travailleur social.
Grâce à une infrastructure déjà bien développée, l'Afrique du Sud aurait naturellement abrité les laboratoires de haute technologie nécessaires, et l'ensemble du projet aurait été géré par Basson sous couvert du conseil d’administration d’OPALS basé à Paris et de l'Organisation régionale de la santé d'Afrique australe (RHOSA) créée en 1979.

##### Montage financier douteux et détournement de subventions
RHOSA aurait émis des obligations d'État sud-africaines en garantie du prêt, à rembourser sur sept ans à partir des revenus générés par le laboratoire de recherche et développement, de la production de produits pharmaceutiques, des subventions de l'Organisation mondiale de la santé et de la Communauté économique européenne.
Conscient de l’ « extrême sensibilité » du projet, étant donné que « la coopération étroite entre les autorités sanitaires locales d'Afrique australe en est encore à un stade très précoce » et que les financiers pourraient souhaiter que leur identité reste confidentielle, le document stipulait que le Contresida Trust avait été établi à l'étranger et serait administré par des cabinets d'avocats américains et anglais réputés. La distribution et l'utilisation des fonds seraient administrées par les fiduciaires par l'intermédiaire de la société PCM International Inc., enregistrée aux îles Caïmans.
Les autorités sanitaires sud-africaines garantiraient le prêt en émettant des obligations à leur valeur nominale et en les hébergeant auprès d'une banque appropriée aux Caïmans, qui fournirait alors une garantie pour le prêt. A ce titre, en avril 1991, le Dr David Chu a demandé - et reçu - ce qui suit de Basson pour finaliser l’octroi de ce financement : (1) une lettre d'un membre exécutif d'OPALS attestant que Contresida était un sous-projet d’intérêt général reconnu ; (2) une lettre du SA Medicines Control Council d’Afrique du Sud déclarant que Basson était un membre respecté du programme sud-africain de lutte contre le SIDA ; (3) une déclaration sur l’honneur de Basson que les fonds seraient utilisés uniquement pour le programme de lutte contre le SIDA ; et (4) une procuration pour représenter Basson dans l'obtention du prêt.
Malgré toutes ces assurances, le prêt n'aurait pas été accordé car selon Chu, Basson n'aurait jamais obtenu les certificats de garantie du gouvernement sud-africain.

##### Crédulité internationale et mensonges éhontés de Basson
Pour sa défense, Basson aurait témoigné que ce montage n'était rien de plus qu'une histoire de couverture pour le blanchiment de 250 millions de dollars au nom de l'un de ses directeurs financiers, le prétendu espion est-allemand Dieter Dreier. Selon Basson, le «gouvernement sud-africain» était au courant. Toujours selon Basson, la Banque centrale d’Afrique du Sud était très heureuse à la perspective qu'un investissement étranger de cette ampleur reste dans ses coffres pendant «cinq ou dix ans», et un responsable de la Banque centrale (dont Basson ne se souvient pas du nom) a même fourni le nom d'une banque commerciale (qu'il a préféré ne pas mentionner) par laquelle les fonds devaient être acheminés.
Dès 1988, comme se souvient Basson, le sida était un sujet tellement sensible qu'il offrait une couverture idéale pour une opération secrète. Interrogé par le procureur sud-africain Anton Ackermann, pour identifier les responsables du gouvernement sud-africain qui avaient autorisé ce montage de blanchiment d'argent, Basson a nommé : (1) l'ancien chef d'état-major des finances de la SADF, l'amiral Bert Bekker, et (2) l'officier de la Banque centrale dont le nom lui a échappé.
La version de Basson sur le détournement d’OPALS n’a jamais fait l’objet d’une contre-enquête avec les acteurs clés d’OPALS. Basson a affirmé que lui et Chu avaient monté ensemble le dossier de financement OPALS et que des agents du renseignement militaire de la SADF avaient infiltré l'organisation seulement dans le but de « savoir ce qu'ils faisaient».
Bien que Basson n'ait jamais été membre d'OPALS, il avait assisté à un symposium de trois jours organisé par l'organisation au Swaziland en 1987, et la demande de prêt d'une banque du Liechtenstein était appuyée par une lettre de Madame Danielle Mitterrand approuvant les plans de développement de médicaments pour lutter contre le SIDA en Afrique.
« A l’évocation du nom de Madame Mitterrand à son procès, Basson eut un sourire narquois, cela lui avait procuré « un grand plaisir » de l'impliquer dans une telle affaire. Il n'avait aucune crainte que sa supercherie soit découverte par les services de renseignement français. Si Madame Mitterrand s'était rendue en Afrique du Sud et avait exprimé le désir de visiter les installations mentionnées dans le document, il l'aurait simplement emmenée au South African Medical Research Institute (SAIMR), le plus grand centre de recherche sur le sida du pays à l'époque, où «certaines personnes» travaillaient également pour le Project Coast. De toute évidence pour Basson, même si le projet OPALS lui aurait été utile, il était « absurde » de penser que des subventions auraient pu être accordées par l'Organisation mondiale de la santé (OMS) ou la Communauté économique européenne (CEE), puisque ces deux organisations boycottaient activement le régime apartheid à l'époque.  »
Avec le projet OPALS, on apprend aussi que Basson était membre du comité régional de santé (RHOSA ?) en 1990 et 1991 afin de contribuer à l’édiction des normes de formation universitaire des médecins sud-africains.

#### Dynamique de la pandémie de VIH en Afrique subsaharienne: le grand tabou

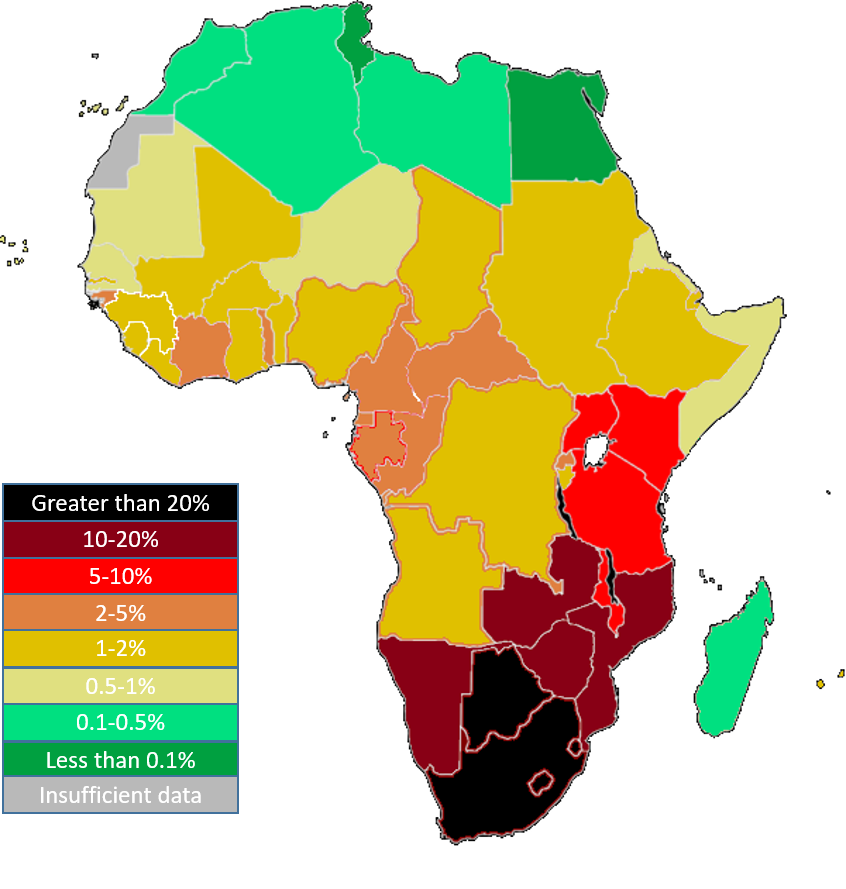
Prévalence du VIH en Afrique en 2021

Dans les années 1950 à 1970, l'Afrique centrale a été l'épicentre de la pandémie du VIH. La prévalence du VIH à Kinshasa n'a cependant jamais dépassé les 3%. À partir des années 1980, l'Afrique des Grands Lacs (Ouganda, Rwanda) est le principal foyer de VIH du continent. L’épidémie devient rapidement hors de contrôle. Au Rwanda, dans des consultations prénatales, il est rapporté des prévalences supérieures à 25 % en 1988. En Ouganda la prévalence du VIH est estimée à 18% de la population en 1992. Dans les années 1990, l’Afrique australe devient le grand épicentre de la pandémie de VIH en Afrique. D’après les enquêtes de démographie et de santé, la prévalence du VIH est de 15% en Zambie en 2001, de 12% au Malawi en 2004, de 23% au Lesotho en 2004 ou encore de 18% au Zimbabwe en 2005.
À l’exception de ces deux zones, l’Afrique australe et l’Afrique des Grands Lacs, la prévalence du VIH chez les adultes de sexe masculin est généralement restée inférieure à 2% en Afrique subsaharienne. La prévalence du VIH chez les prostitués est partout la même en Afrique : elle varie de 20% à 75%. Tandis que 5 à 15% des clients sont séropositifs. D’après Jacques Pépin quand le VIH devient extrêmement prévalent, comme c’est le cas en Afrique australe où entre 25 et 35% de toutes les femmes sont séropositives au VIH, il est peu probable que la prostitution soit à l'origine de la catastrophe sanitaire. Le VIH est davantage transmissible par voie parentérale (piqure, seringue) que lors d'un rapport hétérosexuel. Lorsqu’une seringue contaminée est réutilisée, la probabilité de transmission du VIH se situe entre 0,7 et 1,1%, alors que le risque de transmission lors d’une relation sexuelle hétérosexuelle entre un individu séronégatif et un partenaire séropositif est autour de 0,1%. Il y a en Afrique et ailleurs beaucoup de couples sérodiscordants. Selon Jacques Pépin, l'origine de cette haute prévalence du VIH en Afrique australe est vraisemblablement iatrogène.
En 2019, le documentaire Cold Case à l’ONU nommé au Prix LUX du Parlement européen, soutient que le SAIMR une organisation anglo-afrikaner de suprémacistes blancs, avait créé un réseau de dispensaires en Afrique du Sud, en Afrique australe et en Afrique de l’Est. Dans ces dispensaires, des femmes enceintes étaient accueillies pour recevoir des soins de santé. D’après le témoignage d’un ancien membre du SAIMR, ce réseau de dispensaires utilisait volontairement du matériel contaminé pour infecter les populations africaines au VIH. Ce qui semble corroboré statistiquement par la prévalence du VIH en Afrique de l'Est ou en Afrique australe anglophone où 5 à 40% de la population est aujourd’hui séropositive. En 2016, en Afrique du Sud, chez les 15-49 ans, la prévalence du VIH au niveau national est de 27% chez les femmes contre 14% chez les hommes.
Pour expliquer la croissance exponentielle de cette épidémie touchant 4 à 5 fois plus de femmes en Afrique que d'hommes, il a été proposé au début des années 2000 que le phénomène serait à chercher plus dans les facteurs psycho-sociaux que dans les différences biologiques : les femmes d'Afrique australe auraient été infectées par leur mari ou auraient été massivement victimes de viols, notamment les vierges,. Cette explication est contestable et la remettre en question est un tabou.
Paradoxalement, dans les années 1980, le KGB avait mis en place l'opération INFEKTION qui consistait à accuser le Pentagone d'avoir créé le sida comme une arme biologique. L'opération INFEKTION est connue pour être une campagne de désinformation. En revanche il est avéré que le régime Apartheid a mis en place dans les années 1980, le Projet Coast dont le but était de maîtriser la démographie africaine, en créant des armes biologiques. Nostalgique du Projet Coast, Basson se justifie en 2016, affirmant : « J'étais comme un scientifique travaillant sur un remède contre le sida ».

## Les complexes montages financiers du projet Coast

### Les holdings WPW et Wisdom
A l’origine, à partir des fonds de la SADF, Wouter Basson avait créé une société écran sur l'île de Man. A partir de 1986, l’organisation de Basson monta en gamme. Lors du procès de Basson, le groupe WPW fut mis à nu. L’argent du projet Coast avait transité via le Credit Suisse, la Banque Indosuez, Barclays, Merrill Lynch, la La Roche & Co., Lloyds, la Banque nationale de Paris, Arzi et Union. À l'exception des îles Caïmans, où les autorités ont refusé d'ouvrir les livres de compte de WPW Investments, PCM International et Medchem International, la Justice sud-africaine a eu accès à tous les documents bancaires et registres d'entreprises demandés, ce qui lui a permis de retracer le flux des transactions du projet Coast depuis son point d'origine - le compte secret SADF de plusieurs millions de rands - jusqu'au décaissement final.
Ce groupe était géré par l'avocat américain et vétéran de la guerre du Vietnam David Webster. Grâce à son aide, Basson avait créé en octobre 1986, dans les îles Caimans, trois sociétés holding : WPW Investments Inc., PCM International Inc. et Medchem Inc.. Webster figurait sur la liste des actionnaires à 100 % de chacune, mais les documents et son témoignage ont confirmé qu'il agissait simplement en tant que mandataire de Basson.
Lors du procès de Basson, Webster n'ouvrit ses dossiers qu'après avoir reçu l'ordre de la Cour suprême des États-Unis de renoncer au secret professionnel normalement inviolable pour un avocat et de coopérer avec les autorités sud-africaines. Alors que le siège social du groupe se trouvait aux îles Caïmans et que les activités administratives étaient gérées par le cabinet d'avocats de Webster à Orlando, les activités opérationnelles étaient contrôlées par Basson depuis des bureaux à Londres, Bruxelles, Bâle et Luxembourg. Les laboratoires de recherche Delta G Scientific et Roodeplaat ont été désignés comme les installations de recherche au sein du groupe WPW.
Certains montants étaient blanchis sur pas moins de sept comptes différents sur trois continents avant d'être investis dans des actifs en Suisse, au Luxembourg, au Liechtenstein, en Belgique, en Croatie, en Angleterre, dans les îles anglo-normandes, au Canada et aux États-Unis notamment à New York et à Orlando (Floride).
WPW avait engendré entre 50 et 100 filiales ayant des intérêts aussi divers que l'aviation, l'immobilier, l'hôtellerie, les centres de loisirs, la sécurité industrielle, l'industrie pharmaceutique, les technologies de l'information, les télécommunications, l'agriculture et diverses industries comme celles des cabines de douche. WPW possédait entre autres comme actifs : un magasin d'alcools, un centre d'entretien de véhicules, un terrain de golf belge, un lodge de luxe dans un complexe de golf d'Afrique du Sud, un zoo dans la province du Cap occidental en Afrique du Sud mais aussi une exploitation agricole au sud-est de Pretoria, précisément dans la province de Mpumalanga. WPW possédait un appartement aux États-Unis, un cottage près du château de Windsor en Angleterre, deux appartements dans une banlieue huppée de Bruxelles choisis par la «femme de complaisance» belge de Basson qui vivait dans un des appartements, tandis que l’autre était utilisée comme bureau du WPW.
WPW faisait aussi dans l’import et l’export. Une de ces entreprises spécialisées fut Biskara, une filiale basée en Angleterre et utilisée par le Projet Coast pour acheter certains composants électroniques, qui étaient dissimulés dans des téléviseurs cathodiques, des magnétoscopes et des lecteurs de CD. Il a également été utilisé par le courtier d'affaires luxembourgeois Bernard Zimmer et l'homme d'affaires d'origine belge Charles van Remoortere pour importer «toutes sortes de bibelots du Swaziland» - bougies, ornements en verre et autres. La quantité de fret à destination et en provenance de Biskara en a fait un nom familier parmi les douaniers britanniques.
WPW avait une société de sécurité et de contre-espionnage opérant à partir d'une société écran nommée Centurion Security Consultants.
WPW possédait enfin deux jets (avions privés) : un Beechcraft King Air 200 et un Lockheed Jetstar II, immatriculés en Amérique. Les deux appareils appartenaient à Aeromed, une compagnie charter du groupe WPW/Wisdom, qui refacturaient les vols au SADF. Ces avions étaient aussi affrétés « par des organisations telles que les Nations unies pour diverses missions humanitaires ». Un certain nombre de chefs d'État d'Afrique australe avaient pu également utiliser ces avions.
Tous ces actifs servaient de garanties pour l’obtention de prêts de plus en plus importants.
Selon toute vraisemblance, le groupe WPW était les initiales de Wouter (Basson), Philip (Mijburgh) et Wynand (Swanepoel). La filiale principale du groupe WPW en Afrique du Sud était le Wisdom Group. Son comptable était Tjaart Viljoen. La succursale de la Nedbank à Centurion gérait dès 1990 toutes les sociétés du Groupe Wisdom. Wouter Basson débaucha leur banquier Sam Bosch pour qu’il crée BSI Financial and Secretarial Services avec un autre des associés de Basson, Ben van den Berg, et qu’il tienne ainsi  les comptes de Roodeplaat Research Laboratories, du Wisdom Group et du groupe Medchem de Philip Mijburgh.

### Privatisation des sociétés publiques Roodeplaat et Delta
La privatisation des sociétés écrans d’Etat du Project Coast avait été envisagée dès le départ, et le processus fut approuvé le 18 avril 1990 par le ministre de la Défense Magnus Malan, le ministre des Finances Barend du Plessis, le contrôleur général Peter Wronsley, le chef d'état-major des Finances de la SADF.
Concernant Delta G, 49% des actions furent vendues aux administrateurs et aux employés et le reste alla à son directeur général à savoir Philip Mijburgh qui acheta ses parts par l'intermédiaire de sa société privée : Medchem Consolidated Investments. Delta G fut rapidement racheté par la suite par le géant chimique Sentrachem, qui fixa la valeur comptable de Delta G à 12 millions de rands, et l’acheta pour 3 millions de rands.
Un an plus tard lors de la privatisation de RRL, ce fut au tour de son directeur général Wynand Swanepoel de devenir millionnaire.
Les autres grands gagnants de la privatisation furent:  
- André Immelman, responsable de tous les projets militaires ou « durs » (et à plus forte raison de celui sur le VIH-SIDA)
- James Davies, vétérinaire ayant effectué une grande partie du travail pratique à RRL
- David Spamer, DAF de RRL.

## Le silence des Grandes puissances

### Réseau européen du Projet Coast
En Europe, Wouter Basson s’est lié à de nombreux hommes influents, à savoir :
- le chef du renseignement suisse, le général Peter Regli, qui a d’ailleurs fait l'objet d'une enquête majeure après que Basson a affirmé qu’il était impliqué dans un accord hautement clandestin en 1992 auprès de fonctionnaires corrompus du gouvernement croate, comportant des centaines de kg de méthaqualone et une quantité d'uranium enrichi[88] ;
- l'ancien agent secret britannique Roger Buffham, lequel a expliqué lors du procès de Basson, que ses relations avec Basson s'étaient limitées à la fourniture d'équipements de sécurité électronique - non soumis à des sanctions internationales - par sa société, Contemporary Systems Design[88] ;
- le pharmacologue suisse Dr David Chu[89].

Basson avait de très nombreux contacts en Belgique, pays dont il a obtenu la nationalité. Lors d'une de ces visites en 1984, il rencontre le toxicologue belge, le professeur Aubin Heyndrickx, qui à son tour l’a présenté à Hubert Blücher, un riche industriel. Via les congrès organisés par Heyndrickx, Basson a  sympathisé avec des médecins allemands et autrichiens, et a pu nouer des contacts avec l'agence de renseignement ouest-allemande.
Basson a également rencontré l'homme d'affaires d'origine belge Charles van Remoortere, qui dirigeait un groupe d'entreprises dans le Cap-Oriental lorsqu'il a obtenu un marché de fournitures de combinaisons NRBC pour les forces militaires. Van Remoortere créa plusieurs sociétés pour approvisionner la SADF en équipements de protection et effectuer un contrôle qualité sur la marchandise. Au moment où Van Remoortere avait son usine opérationnelle au nord de Pretoria (entreprise YCVM), il se lia d’amitiés avec des membres du Project Coast, à savoir Jan Lourens, Philip Mijburgh et Wynand Swanepoel. Parmi les entreprises créées par Van Remoortere figuraient SRD et Protechnik, qui furent utilisés par Basson pour les activités du projet Coast.
Van Remoortere et Basson ont développé une relation particulièrement amicale, au point que Van Remoortere a mis son compte bancaire au Luxembourg à la disposition de Basson après avoir été informé des difficultés qu'il rencontrait pour mener des transactions clandestines à l'étranger. Charles van Remoortere a par ailleurs introduit Basson à :
- son ami d’enfance le courtier d'affaires luxembourgeois Bernard Zimmer ;
- Jean-Pierre Seynaeve, directeur général de Seyntex, près de Gand. ;
- sa sœur… Van Remoortere a suggéré à Basson qu'il pourrait acquérir un passeport belge en concluant un mariage de complaisance avec sa sœur. L'accord qu'ils ont conclu était que Basson lui fournirait un appartement à Bruxelles et une voiture pendant deux ans, après quoi ils divorceraient. Six mois plus tard, Basson avait à la fois un passeport belge et une épouse belge, laquelle était tombée amoureuse de Basson…[92]

En 1984, Basson a rencontré Wilfred Mole, un magnat britannique des télécommunications qui avait été «un des principaux briseurs de sanctions» pour la Rhodésie du Sud avant que ce pays ne devienne indépendant sous le nom de Zimbabwe. Mole fut un allié inestimable, aidant Basson à contourner l'embargo, mais permettant aussi que le nom et les locaux de sa société soient utilisés comme façades pour les transactions de Project Coast, bien qu'il sache seulement que Basson était un officier des forces spéciales. Wilfred Mole est notamment celui qui a présenté Basson à l’avocat américain David Webster.
Wouter Basson continue encore aujourd’hui à avoir de solides relais en Europe via notamment «Die Organisasie» (l'Organisation), un groupe d'anciens Rhodésiens et Sud-Africains vivant maintenant à Londres mais ayant des liens avec des groupes britanniques, américains et internationaux «qui sont pris très au sérieux par la communauté du renseignement, et qui ont pour objectif commun le retour d'un gouvernement dominé par les Blancs dans ce pays ».

### Les grandes puissances et les armes chimiques et biologiques
Pour monter le projet Coast, Basson a visité des installations aux États-Unis et au Royaume-Uni, mais également à Taipei, où il a pu se rendre sur les installations de guerre chimique de Taïwan. Il prétend également avoir visité des installations dans les pays du bloc de l'Est. (information à prendre avec précaution, avec Basson, son programme de crime contre l'humanité avec le VIH était un acte d'altruisme et ses alliés étaient les communistes alors qu'il était farouchement anticommuniste...).
Basson a prétendu avoir acheté sur le marché noir, de nombreux agents chimiques et biologiques à des transfuges du bloc de l’Est, par l'intermédiaire de MAIS Corporation, une agence basée à Zurich pour les scientifiques indépendants du bloc de l'Est, qui était en fait une façade pour le KGB russe. Cela a donné lieu à un «énorme» marché noir, avec une société appelée Med-Alfa agissant comme une façade pour les scientifiques russes et qui est devenue «une sorte de marché aux puces CBW». Le Dr David Chu, pharmacologue suisse, avait accès à Med-Alfa et, achetait des produits sur ce marché à la demande de Basson.
Il est vrai que le programme soviétique « Biopreparat » était plus avancé que celui de Pretoria. À son apogée, Biopreparat comptait 60 000 employés travaillant dans plus de 100 installations si astucieusement déguisées qu'elles échappaient même à la surveillance par satellite. Au début de 1989, l'Union soviétique avait déployé un nombre inconnu de missiles intercontinentaux SS-18, chacun armé de dix ogives de 500 kilotonnes chargées d'anthrax et visant toutes les grandes villes américaines et européennes.
Autant les liens de Basson avec le bloc de l’est ne sont pas très crédibles, autant ceux avec le bloc occidental sont avérés. Le MI5 connaissait le Projet Coast. Un agent du MI5 a été en couple avec une membre du projet Coast. Pour l’histoire, Patricia Leeson qui travaillait à Delta G Scientific depuis janvier 1983 comme secrétaire du premier directeur général (le Dr Willie Basson) puis de son successeur Philipp Mijburgh jusqu'en décembre 1986, s’est installée en février 1987 en Angleterre pour être le représentant administratif du Project Coast. Leeson sortait à l'époque avec Tony Targie qui travaillait pour le MI5.
Basson n'était en aucun cas la seule personne associée au Project Coast à avoir forgé des liens internationaux et à avoir reçu l'aide de collègues à l'étranger. Le Dr André Immelman, directeur de recherche à Roodeplaat chargé des projets militaires les plus « durs », a déclaré que pendant qu'il était en Amérique en 1984, il a été approché dans un laboratoire par quelqu'un qu'il croyait être un agent de la CIA et qui lui a posé des questions pointues sur le programme sud-africain et lui a fait des suggestions de lecture.
En 1987, d'anciens scientifiques de Project Coast se souviennent d'avoir assisté à un séminaire d'une journée dans une installation militaire à l'extérieur de Pretoria au cours duquel l’Américain Larry C Ford leur a « appris » comment isoler et identifier diverses substances toxiques, ainsi que comment transformer des objets du quotidien comme des sachets de thé, des napperons et les pages d’un magazine en armes biologiques en les imprégnant d'agents pathogènes.
Larry C Ford était un médecin mormon qui aurait travaillé à la CIA. Ford était aussi un raciste. Le supérieur de Wouter Basson, le général Niel Knobel partageait avec Ford une fascination pour la pandémie de sida en Afrique, et c'est lui qui a présenté Ford à Basson au milieu des années 1980. Ford va s’impliquer dans le Project Coast et plus particulièrement dans un projet de recherche sur le sida qui sera secrètement financé par les Forces de défense sud-africaines. Selon Knobel, Ford a simplement joué un rôle déterminant dans la formulation de la politique anti-sida de l'armée et a été le conseiller de la SADF pendant la guerre du Golfe de 1991.
Avec un associé dénommé James Patrick Riley, Ford a créé Biofem Inc., une société de recherche biotechnique en 1994. L'idée de Ford était de créer un suppositoire vaginal appelé Inner Confidence qui, officiellement, aurait constitué une barrière efficace contre l'infection par le VIH. Ford avait obtenu l'approbation pour l'utilisation de produits fabriqués par Biofem en Afrique du Sud. Après que Ford a tenté d’assassiner son associé Riley, le FBI retrouve chez Ford une réserve secrète d'agents pathogènes, notamment le choléra, la typhoïde et la salmonelle, stockés dans plus de 30 pots d'aliments pour bébés trouvés dans un réfrigérateur dans le garage de sa maison.

### La manipulation de Nelson Mendela
Au moment où Nelson Mandela a été libéré de prison en février 1990, Basson et Mandela ont fait connaissance par l’intermédiaire de Solly Pienaar. Pienaar était un ami du frère du président mozambicain Joaquim Chissano, et par ce biais, Basson avait réussi à obtenir l'approbation des autorités mozambicaines pour créer une banque dans ce pays.
Mandela était un passager régulier du Lockheed Jetstar II de Basson qui avait été mis à sa disposition. Mandela voyageait avec cet avion de manière si fréquente en 1993 que dans certains États africains, le Jetstar était connu sous le nom d '«avion de Mandela». Aucun paiement n'était demandé pour les vols à Mandela.
Pienaar a entendu de ses sources de l'ANC que le gouvernement de Mouammar Kadhafi voulait qu'une ligne de chemin de fer soit construite en Libye. Pienaar a approché la société de transport ferroviaire d'Afrique du Sud, Transnet, suggérant qu'ils devraient soumettre une offre. Le dossier aurait pu être sensible : en effet, le régime de l'apartheid avait déclaré la Libye État ennemi en raison du soutien manifeste de Kadhafi à l'ANC. Basson fit partie de la délégation de Transnet qui se rendit en Libye. Dans le vol retour, Basson transportait de grosses sommes d'argent données par la Libye pour les bonnes œuvres de l'ANC.
Basson était devenu tellement proche de Mandela, qu’il était invité à des dîners organisés par Mandela. Il est arrivé lors de ces dîners que Basson cuisine des crevettes pour Nelson Mandela et ses invités.
En Afrique du Sud, alors que l’épidémie de VIH devient incontrôlable, à la fin des années 1990 des scientifiques essentiellement anglo-saxons (Peter Duesberg, le groupe de Perth) censés conseiller le gouvernement sud-africain, véhiculent de la désinformation : ils affirment (1) qu'il n'y pas de lien entre VIH et sida, (2) que les traitements antirétroviraux sont toxiques. Ces politiques de négation du sida ont entravé la création de programmes efficaces de distribution de médicaments antirétroviraux et ont conduit à plusieurs centaines de milliers de morts,. Les théories du complot sur le VIH/Sida faisaient partie d'une opération clandestine orchestrée par la South African Defence Force.

### Le projet Coast, un savoir-faire afrikaner susceptible d’essaimer?
Contrairement au programme d'armes nucléaires de l'Afrique du Sud, le démantèlement du projet Coast n'a pas été soumis à un contrôle international, et il n'y a aucune confirmation indépendante que les substances du programme ont bien été détruites.
Les chancelleries occidentales ont toutefois un moment été préoccupées par les dangers que les scientifiques post-apartheid partagent leurs connaissances et savoir-faire avec des États parias comme la Libye. En 1990, la Libye est alors en train de construire à Rabta ce que la CIA a décrit comme la plus grande usine d'armes chimiques du tiers monde.
Même si Basson prétend avoir été un visiteur régulier en Libye à partir de 1988, en réalité il ne s’y est rendu qu’après avoir été limogé de la SADF en décembre 1992. Outre la construction d'une ligne de chemin de fer, Basson avait comme projet pour la Libye l’établissement d'un hôpital cardiaque et d’une usine de cigarettes. Vers 1994-1995, les gouvernements britannique et américain ont exigé de Pretoria que les déplacements de Basson soient limités de peur qu'il ne vende les secrets sud-africains du projet Coast à Kadhafi. Le ministre des Affaires étrangères Alfred Nzo et le vice-ministre de la Défense Ronnie Kasrils d'Afrique du Sud sont convenus que la meilleure façon de résoudre le problème était de réembaucher Basson en tant que fonctionnaire afin d'exercer un certain contrôle sur ses déplacements. A partir d'octobre 1995, Basson retourna au 1er hôpital militaire de Pretoria, où sa carrière militaire avait commencé deux décennies auparavant.
En parallèle, entre 1993 et 1996, Jan Lourens est approché par Ters Ehlers, le dernier secrétaire particulier du chef de l'Etat Pieter Willem Botha. Ehlers a été lié à la fourniture d'armes au Rwanda pendant le génocide. Ters Ehlers a présenté Lourens à un de ses amis de Syrie dont Lourens se souvient comme M. Saroojee, et à un autre homme d’affaires moyen-oriental.
Les anciens caciques du régime Apartheid ont réussi à faire de l’entrisme au sein des organisations internationales. Ils ont notamment réussi à placer en 1995, le Dr Brian Davey, comme chef de la santé et de la sécurité à l'Organisation pour l'interdiction des armes chimiques (OIAC) à La Haye. Le Dr Brian Davey avait conçu en 1986 pour le SADF ses exercices de défense chimique. Brian Davey a été de 2012 jusqu'en octobre 2023, le directeur santé et bien-être du groupe Banque mondiale.

### Documentaire
- Cold case à l'ONU (2019), réalisé par Mads Brügger
- Zulu (2013), film de Jérôme Salle